# 金華体育中心

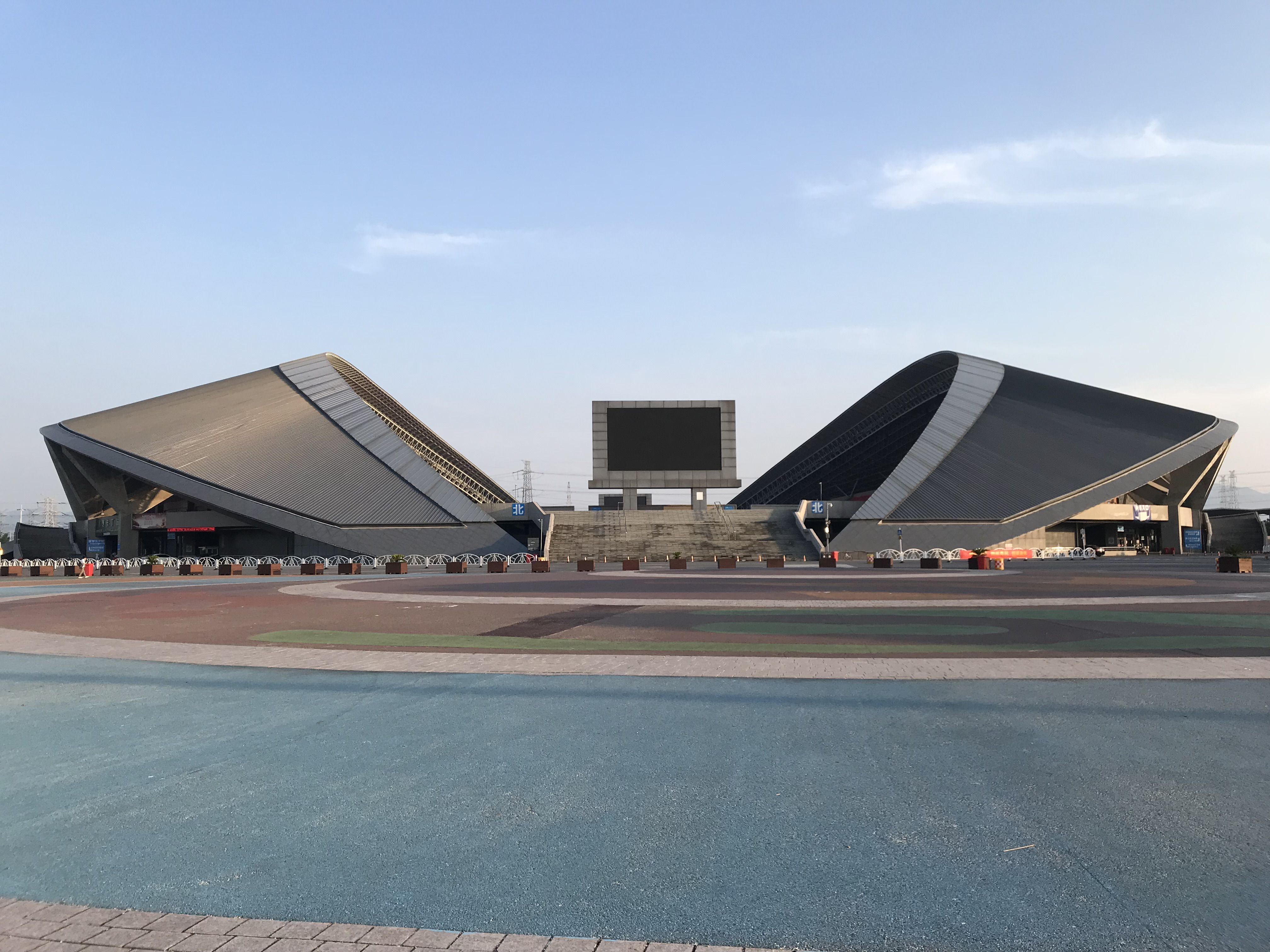
金華体育中心

金華体育中心（きんかたいいくちゅうしん、中国語:金华体育中心）は、中華人民共和国浙江省金華市婺城区にあるスタジアム。

## 概要

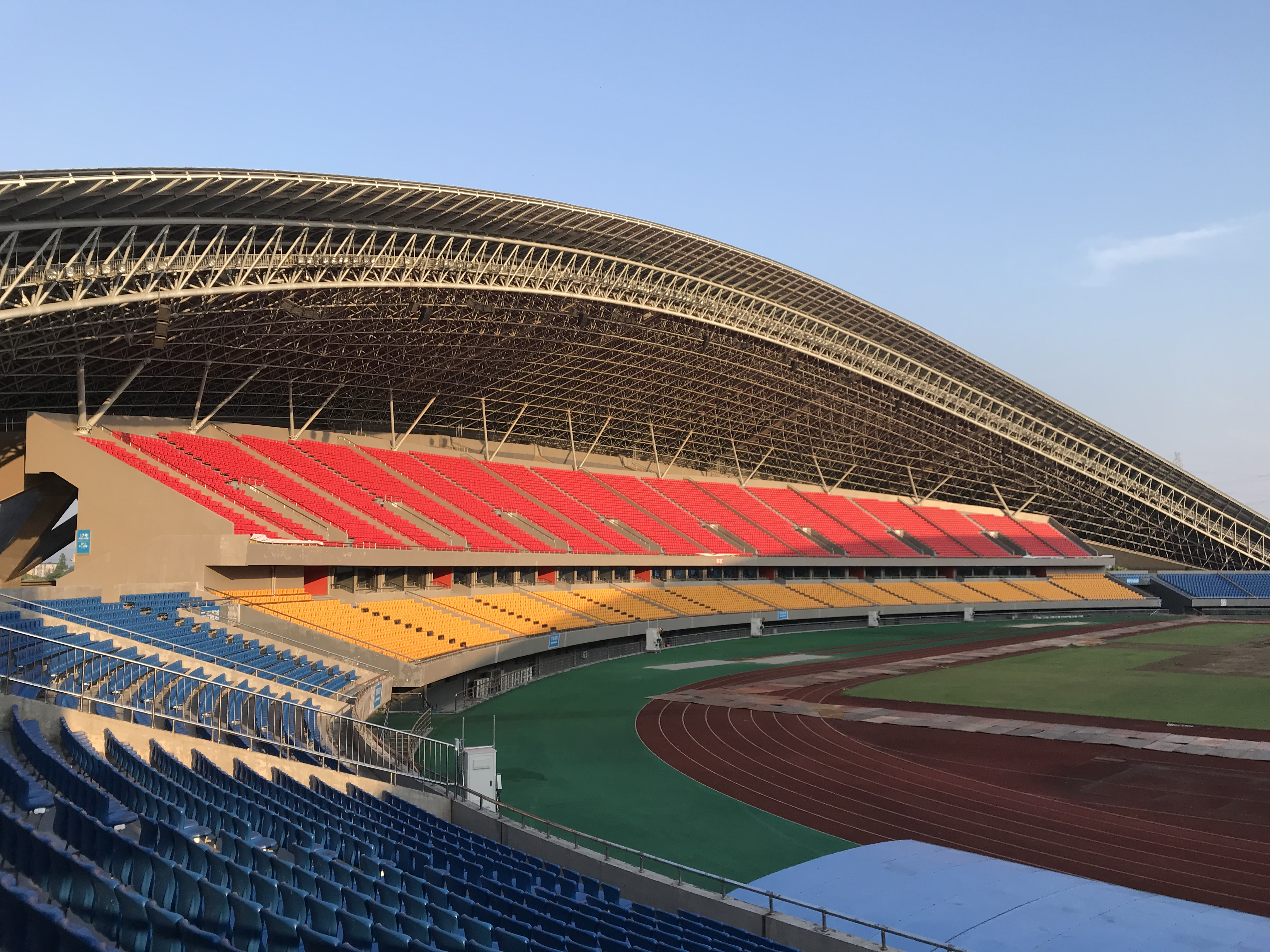
内部

総敷地面積は266,700平方メートル、総建築面積は99,580平方メートルである。
30,000席のメインスタジアムと6,000席のスタジアム、1,600席のプール、400メートルの屋外陸上練習場などが合わせて整備された。
2011年に着工し、2013年にオープンした。
金華市で最大の投資規模と最大の面積を持つ公共事業であった。
2016年に開催されたG20杭州サミットに合わせて、一時的に浙江職業足球倶楽部のホームスタジアムとなった。
音楽ライブなどにも使用されており、2018年にはジャッキー・チェンのイベントが開催された。